# Carl Marchese
Carl Marchese (ur. 17 listopada 1905 roku w Milwaukee, zm. 26 czerwca 1984 roku w Valrico) – amerykański kierowca wyścigowy. Właściciel firmy konstruującej samochody wyścigowej Marchese.

## Kariera
W swojej karierze Marchese startował głównie w Stanach Zjednoczonych w mistrzostwach AAA Championship Car oraz towarzyszącym mistrzostwom słynnym wyścigu Indianapolis 500, będącym w latach 1923-1930 jednym z wyścigów Grandes Épreuves. W 1929 roku w wyścigu Indianapolis 500 uplasował się na czwartej pozycji. W mistrzostwach AAA nie był klasyfikowany.